# Cannone da 75/46 C.A.
Pour les articles homonymes, voir Canon de 75 mm.
Le cannone da 75/46 C.A. est un modèle de canon antiaérien produit par le royaume d’Italie à partir de 1934. Outre l’Italie il a également été utilisé pendant la Seconde Guerre mondiale par les Allemands et les Alliés.

## Historique
Le cannone da 75/46 est conçu en 1926 par la firme Ansaldo. Du fait de la crise économique qui sévit alors en Italie, ce n’est toutefois qu’en 1934, après une longue période d’essai, qu’il est accepté pour le service et entre en production. Celle-ci reste toutefois lente et la commande, somme toute modeste, de 240 pièces ne parvient pas à être remplie, seuls 226 exemplaires ayant été livrés à la fin de l’année 1942. Il en résulte une pénurie constante, d’autant qu’une partie de la production est détournée pour armer le canon d’assaut Semovente. Quelques dizaines d’exemplaires d’une version améliorée, le modèle 1940, ont également été produits.
Principal canon antiaérien lourd italien avec le cannone da 90/53, le cannone da 75/46 est utilisé sur tous les fronts où l’armée italienne est engagée, y compris en Russie où le corps expéditionnaire italien dispose d’environ un quart du total des pièces disponibles. À la capitulation de l’Italie en 1943, les Allemands s’emparent des canons situés dans les zones qu’ils occupent et l’utilisent en Italie et Yougoslavie sous le nom de 7,5-cm Flak 264/3 (i). Les Alliés utilisent également les pièces capturés pour la défense côtière, notamment du port de Naples.

## Description
La conception du cannone da 75/46 a été influencée par les modèles Vickers contemporains. Cette influence est particulièrement visible au niveau de l’affût à pivot central et du support à quatre flèches. Transportée sur un essieu à deux roues, l’arme est mise en batterie en déployant ces flèches puis en retirant le train de roulement. Les instruments de conduite de tir sont placés directement sur l’affût.
En ce qui concerne les performances, l’arme peut tirer des obus de 75 mm et 6,5 kg jusqu’à une altitude de 8 300 m, avec une vitesse en sortie de bouche de 750 m/s. Du fait de l’affût à pivot central, le canon peut tourner librement en azimut sur 360°, tandis que le pointage en site est limité à la plage +90° à -2°.

### Données techniques
| Modèle                  | Cannone da 75/46 C.A. modello 34 | Cannone da 75/46 C.A. modello 40 |
| ----------------------- | -------------------------------- | -------------------------------- |
| Longueur hors tout      | 7,40 m                           |                                  |
| Largeur                 | 1,85 m                           |                                  |
| Hauteur                 | 2,15 m                           |                                  |
| Longueur du canon       | 3,54 m                           |                                  |
| Longueur en calibres    | L/46                             |                                  |
| Longueur du tube        | 2,84 m                           |                                  |
| Masse en ordre de route | 4 405 kg                         |                                  |
| Masse en batterie       | 3 300 kg                         |                                  |
| Calibre                 | 75 mm                            |                                  |
| Projectile              |                                  |                                  |
| Masse du projectile     | 6,5 kg                           |                                  |
| Vitesse initiale        | 750 m/s                          |                                  |
| Plafond pratique        | 8 300 m                          |                                  |
| Portée                  |                                  |                                  |
| Hausse                  | +90° à -2°                       |                                  |
| Azimut                  | 360°                             |                                  |